# Фридрих Ритингер
Фридрих Ритингер (6. децембар 1833. у Гагенау, Баден—12. октобар 1897. у Киченеру, Канада) био је уредник у Берлинер Журналу.

## Биографија
Фридрих Ритингер је дошао у Канаду 1847. године са 14 година са оцем и троје браће и сестара. 1859. године је са Џон Моца основао издавачку кућу „Ритингер & Моц“. Компанија је издавала и штампала низ новина, почев од недељника Берлинер Журнал. Берлинер Журнал' је био у циркулацији од 1859. до 1899. и сматран је водећим листом на немачком језику у Канади.
Син Фридриха Ритингера био је уредник и хумориста Џон Адам Ритингер (1859–1915).